# Ellen Gerstein
Pour les articles homonymes, voir Gerstein.
Ellen Gerstein née le 29 avril 1950 est une actrice, réalisatrice et scénariste américaine.

## Filmographie
Actrice
- 1980 : Coast to Coast : Nurse #1
- 1981 : Going Ape! de Jeremy Joe Kronsberg (en) : Sister
- 1984 : Joy of Sex : Nurse #2
- 1984 : Body Rock : Secretary
- 1984 : It Came Upon the Midnight Clear (TV) : Nurse
- 1986 : The Education of Allison Tate : Secretary
- 1987 : My Demon Lover : Policewoman
- 1987 : Emanon : Lynn
- 1988 : Daddy's Boys : Madame Wang / Henrietta
- 1990 : Red Evil Terror (I'm Dangerous Tonight) (TV) : Server
- 1993 : À la recherche de mon fils (There Was a Little Boy) (TV) : Tina
- 1994 : Chasseur de sorcières (Witch Hunt) (TV) : Sidney's wife
- 1997 : Inside Out (en) : Lawyer
- 1999 : Murder of Crows (A Murder of Crows) (vidéo) : Landlady
- 1999 : Annie (TV) : Sophie
- 2000 : Boys Life 3 (en) : Lawyer (segment "Inside Out")
- 2001 : Il était une fois James Dean (James Dean) (TV) : Jane Deacy
- 2004 : You Are So Going to Hell! : Thelma
- 2005 : Break a Leg : Scruples Casting Director

Réalisatrice
- 2003 : Waiting for Ronald

Scénariste